# Viola rugosa
Viola rugosa là một loài thực vật có hoa trong họ Hoa tím. Loài này được Phil. ex W. Becker miêu tả khoa học đầu tiên năm 1922.